# B. F. Skinner
Burrhus Frederic Skinner, ameriški psiholog, * 20. marec 1904, Susquehanna Depot, Pensilvanija, Združene države Amerike, † 18. avgust 1990, Cambridge, Massachusetts, ZDA.
Bil je eden vidnejših behavioristov in najpomembnejših psihologov 20. stoletja.

## Prispevek k psihologiji
Na znanstvenem področju se je uveljavljal v času, ko so se behavioristi že odločno usmerili k teorijam o notranjih stanjih kot so goni, potrebe, navade in podobno. To ga ni prestrašilo in odločen je bil zakorakati v nasprotno smer. Sicer je priznaval obstoj notranjih stanj, zavesti in bioloških faktorjev pri vedenju, a ker teh ni mogoče znanstveno raziskovati, jim ni posvečal dodatne pozornosti. Menil je, da teh stanj in faktorjev ni treba raziskovati, da bi pojasnili vedenje. Trdil je, da je vse vedenje možno opisati in pojasniti z analizo odnosov med dražljaji in odzivi. Omenjeni avtor je bil absolutni zagovornik determinizma, saj je zanj celotno vedenje pod nadzorom dražljajev. Zanj je tako svobodna volja iluzija. Njegovo teoretsko izhodišče je radikalni beheviorizem, po katerem je predmet psihologije vedenje, ki ga je mogoče opazovati objektivno. Zanj je splošno načelo obnašanja to, da ponavljamo odzive, ki vodijo k pozitivnim izidom, in ne ponavljamo odzivov, ki vodijo k nevtralnim ali negativnim izidom. To splošno načelo ja apliciral v svoje teorije instrumentalnega/operantnega pogojevanja. Ko se človek ali nek organizem na določen način vede, s svojo dejavnostjo ali vedenjem sproži v okolju različne posledice. Če so ugodne, se verjetnost vedenja, ki je te posledice povzročilo, poveča, če pa so posledice neugodne, se verjetnost vedenja zmanjša. Tako bi lahko rekli, da človek ali organizem »operira« v okolju, da bi sprožil ugodne posledice. Skinner tem ugodnim posledicam pravi operanti, v terminologiji učenja pa temu pravijo nagrade. Skinner je svojo teorijo zgradil predvsem na ojačevanju in tako je ojačevanje ali okrepitev ključni pojem njegove teorije, ki jo lahko imenujemo tudi teorija okrepitve.